# Т.У.Р. (Дрогобич)
Т. У. Р. (пол. Towarzystwo Uniwersytetu Robotniczego, укр. Товариство робітничого університету) — робітничий спортивний клуб Дрогобича, який існував у період другої Речі Посполитої. Був ліквідований з початком Другої світової війни.

## Історія створення
За інформацією авторів брошури «Біля витоків дрогобицького футболу. 1920—1944. Частина перша» згадане товариство засновано у 1924 р. А найвідомішими гравцями стали брати Яніви, Бринда, Тустанівський. За іншими даними Т. У.Р. постав у 1928 р. Так, місцева преса повідомляла про новостворений робітничий клуб Т. У.Р. й далі деталізувала, що з ініціативи Товариства робітничого університету закладено новий спортивний клуб, який має секцію футболу. Він допоможе піднести спорт у місті.

## Першість Львівської окружної футбольної спілки
У першості Львівської окружної футбольної спілки по класу С (четвертий дивізіон чемпіонату Польщі) Т. У.Р. дебютував 1932 р. На цьому рівні робітничий колектив затримався на три роки. Після реорганізації турніру в 1934 р. вони з наступного року змагалися по класу В (четвертий дивізіон чемпіонату Польщі), ставши середняком у своїй групі. Тоді ж зазнали можливо найдошкульнішої поразки в своїй історії, програвши 30 червня 1935 р. у рідному місті самбірському «Дністру» 0:8.
Виступи по класу В тривали й надалі. Чи не найуспішнішим для Т. У.Р. у став сезон 1937/1938 рр., коли вони стали першими у групі Дрогобич, обійшовши земляків з «Стшелєц-Польміна» і «Ватри». Далі їх очікували стикові зустрічі з переможцем іншої групи стрийською «Скалою». Обидва поєдинки завершилися вікторією дрогобичан — 26 червня 1938 р. 3:2 (у Стрию) і 3 липня 3:1 (у Дрогобичі). Ці матчі мали скандальний присмак, про що писала львівська газета «Діло», яка звертала увагу читачів на той факт, що секретарем Прикарпатської підокруги, першість якої й розігрувалася спочатку в групах, а потім в стикових іграх, був голова Т. У.Р. у І. Ляхович. На думку часопису він намагався вплинути на перебіг подій не допускаючи до змагань начебто дискваліфікованого нападника стриян О. Новака. А у повторному поєдинку судді явно симпатизували господарям.
Зрештою у фінальних матчах за вихід до класу А Т. У.Р. зійшовся з «Польною» (Перемишль). Спочатку в Перемишлі господарі за перші 15 хв. встигли забити тричі і перемогли 3:1. А у Дрогобичі Т. У.Р. реваншувався 2:1. За регламентом мав бути призначений третій поєдинок на нейтральному полі, але про нього отримати інформацію не вдалося. Цілком ймовірно, що він не відбувся, оскільки наступного сезону обидві команди виступали по класу А. Дебют на вищому рівні вийшов для робітничої команди вдалим. Після першого кола вони посідали друге місце, а закінчили 1938/1939 змагальний рік на третьому місці, поступившись лише бориславським «Стшельцю» і «Кадімі».

## Турнірні таблиці першості Львівської окружної футбольної спілки

### 1936/1937рр., клас В, Підкарпатська підокруга, група Дрогобич— Самбір, перша група[6]
| М | Команди              | І | В | Н | П | М'ячі | О |
| 1 | «Б'ялі» (Борислав)   | 6 | 3 | 2 | 1 | 14:5  | 8 |
| 2 | «Ватра» (Дрогобич)   | 6 | 3 | 1 | 2 | 10:6  | 7 |
| 3 | «Польмін» (Дрогобич) | 6 | 3 | 0 | 3 | 9:11  | 6 |
| 4 | Т. У.Р. (Дрогобич)   | 6 | 1 | 1 | 4 | 8:20  | 3 |

### 1937/1938рр., клас В, Підкарпатська підокруга, група Дрогобич— Стрий, перша група[7]
| М | Команди                      | І | В | Н | П | М'ячі | О |
| 1 | Т. У.Р. (Дрогобич)           | 4 | 2 | 1 | 1 | 7:5   | 5 |
| 2 | «Стшелєц-Польмін» (Дрогобич) | 4 | 1 | 2 | 1 | 9:9   | 4 |
| 3 | «Ватра» (Дрогобич)           | 4 | 1 | 1 | 2 | 6:8   | 3 |

### 1938/1939рр., клас А, Підкарпатська підокруга, група Дрогобич[8]
| М | Команди              | І  | В  | Н | П  | М'ячі | О  |
| 1 | «Стшелєц» (Борислав) | 16 | 13 | 0 | 3  | 54:18 | 26 |
| 2 | «Кадіма» (Борислав)  | 16 | 11 | 1 | 4  | 59:25 | 23 |
| 3 | T.У. Р. (Дрогобич)   | 16 | 8  | 4 | 4  | 31:24 | 20 |
| 4 | «Скала» (Стрий)      | 16 | 9  | 1 | 6  | 31:35 | 19 |
| 5 | «Б'ялі» (Борислав)   | 16 | 6  | 2 | 8  | 30:35 | 14 |
| 6 | «Стриянка» (Стрий)   | 16 | 5  | 3 | 8  | 25:34 | 13 |
| 7 | «Дністер» (Самбір)   | 16 | 3  | 6 | 7  | 25:41 | 12 |
| 8 | «Бейтар» (Дрогобич)  | 16 | 4  | 2 | 10 | 18:28 | 10 |
| 9 | T.У. Р. (Борислав)   | 16 | 3  | 1 | 12 | 20:46 | 7  |

### 1939/1940рр., клас А, Підкарпатська підокруга, група Дрогобич[9]
| М | Команди                 | І | В | Н | П | М'ячі | О |
| 1 | «Кадіма» (Борислав)     | 2 | 2 | 0 | 0 | 7:1   | 4 |
| 2 | «Скала» (Стрий)         | 2 | 1 | 0 | 1 | 8:4   | 2 |
| 3 | «Бейтар» (Дрогобич)     | 1 | 1 | 0 | 0 | 1:0   | 2 |
| 4 | «Ґази Зємни» (Східниця) | 2 | 1 | 0 | 1 | 6:6   | 2 |
| 5 | «Стриянка» (Стрий)      | 2 | 1 | 0 | 1 | 5:7   | 2 |
| 6 | T.У. Р. (Дрогобич)      | 0 | 0 | 0 | 0 | 0:0   | 0 |
| 7 | «Б'ялі» (Борислав)      | 1 | 0 | 0 | 1 | 0:1   | 0 |
| 8 | «Корона» (Самбір)       | 1 | 0 | 0 | 1 | 0:3   | 0 |
| 9 | «Дністер» (Самбір)      | 1 | 0 | 0 | 1 | 1:6   | 0 |

## Чемпіонат Дрогобича
11 червня 1931 року. «Техніка» — Т. У.Р. — 2:0.

## Керівники товариства
- Корніоль. Можливо у 1929 р.
- Ляхович. Найімовірніши Ігнаци Ляхович, який очолював Т. У. Р. у 1938 р., можливо і в інші роки.